# Vicente Calderón
Vicente Calderón Pérez-Cavada (Torrelavega, 27 mei 1913 – Madrid, 24 maart 1987) was voorzitter van de Spaanse voetbalclub Atlético Madrid gedurende ongeveer 22 jaar.
Vicente Calderón was voordat hij voorzitter werd van Atlético Madrid zowel lid van Atlético Madrid als van rivaal Real Madrid. In 1964 werd hij echter gekozen als voorzitter van de tweede club uit Madrid toen de club in economisch en sportief opzicht in een diep dal zat. Hij liet als allereerste een nieuw stadion bouwen dat zijn naam ging dragen: Estadio Vicente Calderón, een stadion met (toen) 70.000 zitplaatsen.
Tevens bouwde Calderón aan een sterrenteam dat uiteindelijk 4 landskampioenschappen, 3 nationale bekers en 1 wereldkampioenschap voor clubteams wist te winnen.
In 1980 trad hij na 16 jaar af als voorzitter om 2 jaar later weer terug te keren nadat zijn opvolger de club in moeilijkheden had gebracht. Tot aan zijn dood in 1987 was hij voorzitter van Atlético Madrid. Calderón stierf aan een hartaanval.